# Agostino Bausa
Agostino Bausa, O.P., italijanski rimskokatoliški duhovnik, škof in kardinal, * 23. februar 1821, Firence, † 15. april 1899, Firence.

## Življenjepis
23. maja 1887 je bil povzdignjen v kardinala in imenovan za kardinal-diakona S. Maria in Domnica.
11. februarja 1889 je bil imenovan za nadškofa Firenc, 14. februarja za kardinal-duhovnika S. Sabina in 24. marca istega leta je prejel škofovsko posvečenje.